# Phasmahyla guttata
Phasmahyla guttata és una espècie de granota endèmica del Brasil.